# Trg Osvobodilne fronte, Ljubljana
Trg Osvobodilne fronte (tudi Trg OF) je eden izmed najdaljših trgov v Ljubljani; poimenovan je po Osvobodilni fronti.

## Zgodovina
Trg je bil ustanovljen leta 1952, ko je Mestni ljudski odbor Ljubljana preimenoval del Masarykove ceste pred Železniško postajo Ljubljana.

## Urbanizem
Trg je urbanistično razdeljen na tri sklope:
- od križišča s Slovensko, Tivolsko in Dunajsko cesto do T-križišča z Miklošičevo cesto;
- od križišča z Miklošičevo cesto do skorajšnjega stika s Kolodvorsko ulico (kjer se nahaja spomenik generala Rudolfa Maistra) in
- od Maistrovega spomenika do križišča z Masarykovo in Resljevo cesto.

Na sredini trga se nahaja Avtobusna postaja Ljubljana.

## Javni potniški promet
Po Trgu OF potekajo trase mestnih avtobusnih linij št. 2, 9, 12, 12D, 18, 18L, 25, 27, 27B, 27K in integrirane linije št. 51, 56 in 60. Potnikom je tako omogočeno prestopanje na medkrajevne avtobuse in vlake.

### Postajališče MPP
| postajališče    | št. linije                      |
| --------------- | ------------------------------- |
| 300012 Kolodvor | 2, 9, 12, 12D, 25, 27, 27B, 27K |

| postajališče    | št. linije                      |
| --------------- | ------------------------------- |
| 300011 Kolodvor | 2, 9, 12, 12D, 25, 27, 27B, 27K |